# Hot Chip
Hot Chip — британская группа, выпускающая популярную электронную музыку, созданная в 1995 году Алексисом Тейлором и Джо Годдардом. В состав группы также входят Оуэн Кларк, Эл Дойл и Феликс Мартин. Hot Chip выпустили пять альбомов — «Coming On Strong» (2004), «The Warning» (2006), «Made In The Dark» (2008), «One Life Stand» (2010) и In Our Heads (2012), и более десятка синглов, среди которых самыми известными являются «Over And Over» (2006), «Boy From School» (2006), «My Piano» (2007), «Shake A Fist» (2007) и «Ready For The Floor» (2008).
В начале 2011 началась активная работа над пятым LP In Our Heads. В феврале 2015 анонсировали шестой студийный альбом Why Make Sense? Заключительным изданием считается LP A Bath Full Of Ecstasy.

## Состав
- Алексис Тейлор (Alexis Taylor) — вокал, клавиши, гитара, перкуссия, пианино
- Джо Годдард (Joe Goddard) — вокал, синтезатор, перкуссия
- Оуэн Кларк (Owen Clarke) — гитара, синтезатор
- Эл Дойл (Al Doyle) — гитара, синтезатор, перкуссия
- Феликс Мартин (Felix Martin) — драм-машины (на концертных выступлениях)

## Дискография

### Альбомы
- Coming on Strong (2004)
- The Warning (2006) — № 34 в чартах в Великобритании
- Made in the Dark (2008) — № 4 в чартах в Великобритании и № 8 среди лучших европейских альбомов
- One Life Stand (2010)
- In Our Heads (2012)
- Why Make Sense? (англ.) (2015)
- A Bath Full Of Ecstacy (2019)

### Мини-альбомы и синглы
- 2001: Mexico
- 2002: Sanfrandisco
- 2003: Down with Prince
- 2004: Hittin' Skittles/Back to the Future
- 2004: Playboy
- 2005: The Barbarian
- 2006: Over and Over
- 2006: Boy from School
- 2006: Colours
- 2006: Over and Over
- 2007: Live Session (iTunes Exclusive)
- 2007: My Piano
- 2007: Shake a Fist
- 2008: Ready for the Floor
- 2012: Night and Day
- 2015: Started Right